# Dolhai vár
Dolha község Ilosvától 28 kilométernyire, a Nagyszőlősi-hegység mélyén, a Borzsa völgyében fekszik. Ma is látható erődített kastélyán kívül a középkorban vára is volt, mely csak rövid ideig állt fenn.
A dolhai várkastély a község központjában található, nem messze a turulmadaras emlékműtől.

## Alaprajza, szerkezete

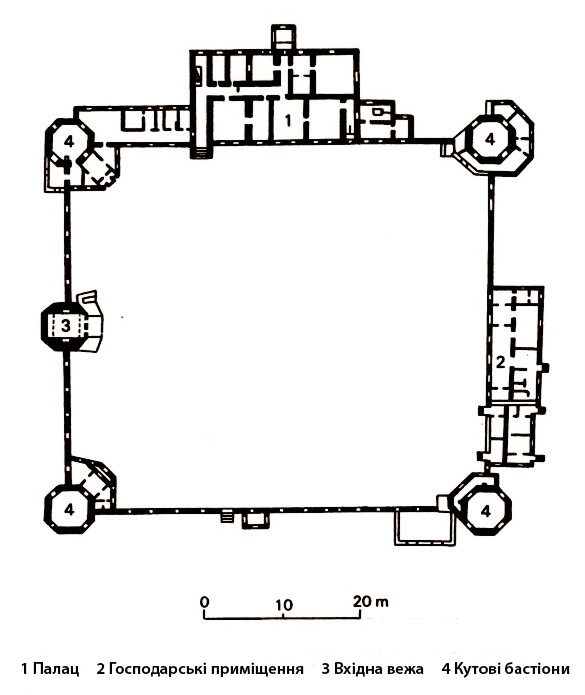
A dolhai vár alaprajza

A várkastély négyzet alaprajzú, sarkain nyolcszögű, sátortetős bástyák állnak. Lőréses erődítmény, falai 65×65 m-es négyzetet zárnak be, a délnyugati erődfal közepén a bástyákhoz hasonló nyolcszög alaprajzú kapubástya áll. A kastély épülete szabályos téglalap alaprajzú és az északnyugati erődfalhoz csatlakozik. Földszintes, barokk manzárdtetővel fedett, főhomlokzata rizalittal és falpillérekkel tagolt. Nagyméretű szögletes ablakai keretezettek. Az északkeleti erődfalhoz gazdasági épület csatlakozik. Az udvarban lévő park még részben őrzi eredeti felosztását.

## Története

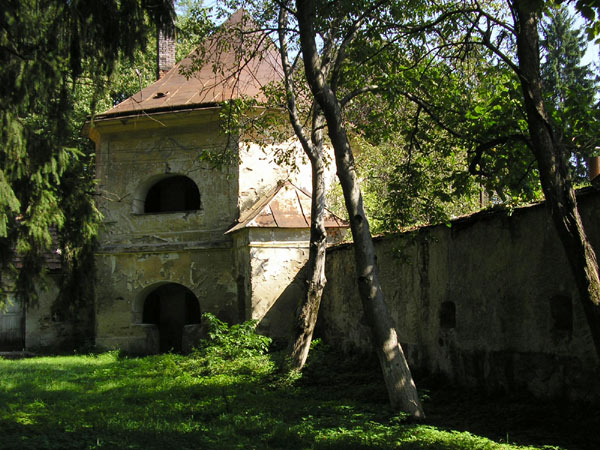
Az egykori Teleki-kastély részlete a parkból

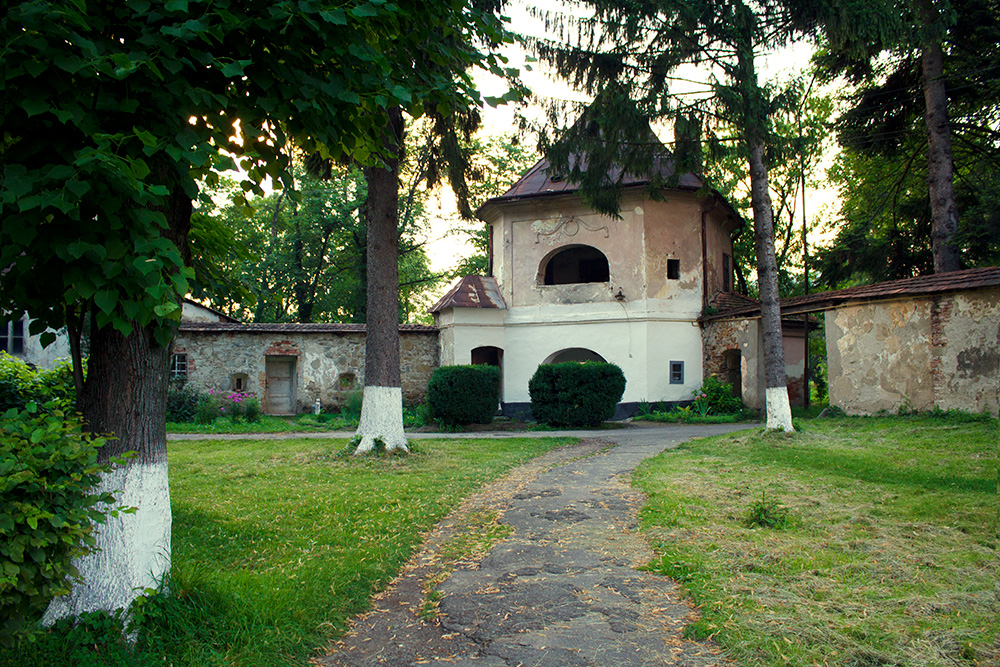

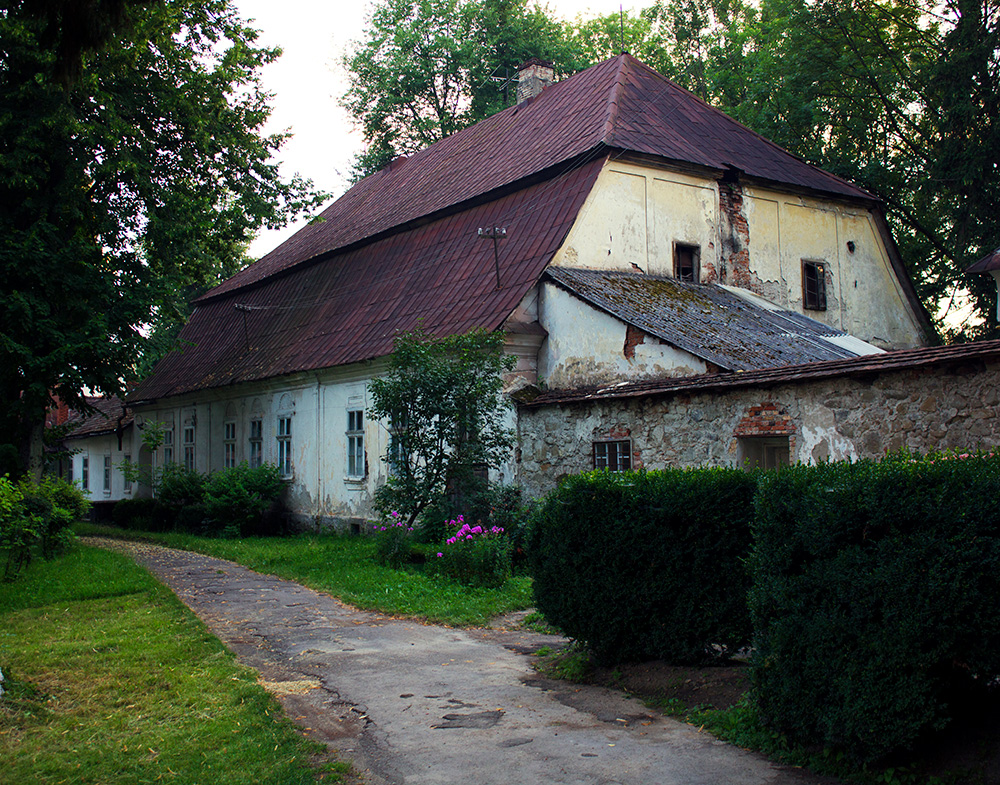

Dolha és a várkastély története szorosan összefonódik a Dolhayakkal. A család ősei IV. Béla király idején telepedtek át Kunországból Máramarosba. A nemzetség családfája 1366-tól tekinthető hitelesnek. A Dolhay család már a 15. században vagyonos birtokos volt Bereg vármegyében, ahol Dolhay Ambrus ősi családi birtokai mellé a török elleni csatákban tanúsított hősiességéért Hunyadi János kormányzótól Bereg megyében számos birtokot kapott. Zápolya Imre kincstartó közvetítésével 1460-ban Mátyás király megengedte, hogy kedves híve, Dolhay Ambrus egy kőházat építtessen a saját birtokán, ott, ahol ezt a legalkalmasabbnak találja. A gazdag máramarosi nemesúr, ki korábban, Zsigmond és Albert királyok alatt háborúkban vitézkedett, Mátyás királynak pedig állandó kísérője volt, a kőház helyett egy várat építtetett. Az országgyűlés 1471-ben e vár lerombolását rendelte el, s valószínűleg azért engedte el a király Ambrusnak a birtokaiból járó 1472. évi adókat, hogy azon az összegen új otthont építhessen magának. A vár anyagából állítólag később a templom és a paplak épült fel.
„A dolhai várkastélyt valószínűleg Dolhay György építtette a 17. század végén. Dolhay bizalmas híve volt Thököly Imrének, 1703–1705 között, mint huszti főkapitány tevékenykedett. Birtokán, Dolhán került sor 1703. június 8-án az Esze Tamás vezette kuruc felkelők és a Károlyi Sándor szatmári, illetve Csáky István beregi főispánok vezette nemesi seregek csatájára. Az ütközet után Dolhay György szedette össze és temettette el az elesett kurucokat.
Dolhay kétszer is nősült: első felesége Szuhay Erzsébet, második csebi Pogány Krisztina volt. Második házasságából egyetlen leány, Borbála született. Dolhay György 1708 elején halt el, a huszti református templom sírboltjában temették el. Özvegye báró Perényi Imréhez ment férjhez, akit II. Rákóczi Ferenc fejedelem kinevezett a kis Dolhay Borbála gyámjává, aki mindössze egy évvel élte túl apját. Halálával a családi sírbolton, mint magvaszakadt famíliáét, lefelé fordították a Dolhay család évszázados címerpajzsát.
A Dolhay birtokokra leányági leszármazottként az Ilosvay, a Lipcsey és a Petrovay családok jelentettek be igényt. A Rákóczi-szabadságharc bukása után III. Károly császár a dolhai uradalmat az erdélyi birtokos Teleki családnak adományozta. Teleki László, Fejér vármegye főispánja 1712-ben állíttatta helyre a kastélyt, amelyet falakkal és bástyákkal erősített meg.
Teleki László birtokát unokaöccse (Sándor fia) László örökölte (felesége Ráday Pál, Rákóczi kancellárjának lánya volt). Első gyermekük már Huszton született. A család bár nem lakott állandó jelleggel a vármegyében, az uradalmi központot tovább építették. 1774-ben építették fel a ma is álló kapubástyát. Az uradalom gazdasági életéről tanúskodik a gróf Teleki László és Kallós László uradalmi intéző között fennmaradt levelezés (1751—1780). Ebből tudjuk, hogy Dolha környékén a Telekiek jelentős manufakturális termelést indítottak meg.
A Teleki-uradalom egészen 1920-ig fennállt, a csehszlovák korban körzeti kórházat helyeztek el a kastélyban. Ma tüdőbeteg-gondozó intézet működik benne.”